# Јужна Шетландска острва
Јужна Шетландска острва су група антарктичких острва, која леже око 120 km североисточно од Антарктичког полуострва. Према Антарктичкој повељи из 1959, суверенитет Јужних Шетландских острва не признају нити оспоравају потписници споразума и оне су слободни да их користе у било које сврхе осим војних.
Међутим, неке земље ипак исказују своје претензије према истим:
- Уједињено Краљевство од 1908, а од 1962, острва су део Британске Антарктичке територије;
- Чиле (од 1940), као део Чилеанске антарктичке покрајине;
- Аргентина (од 1943), као део Аргентинског Антарктика, тј.(провинција Огњена Земља).

Неколико држава држи истраживачке станице на Јужним Шетландским острвима. Већина њих се налази на Острву краља Џорџа, где се налази и аеродром у чилеанској бази Едвардо Фреј.

## Историја
Холандђанин Дирк Гериц 1599. или Шпанац Габријел де Кастиља 1603. путовали су јужним делом Дрејковог пролаза у области Јужних Шетландских острва и обојица су тврдила да су видела копно на 64 ЈГШ. Године 1818. Хуан Педро де Агуие је добио дозволу од власти у Буенос Ајресу да успостави базу за лов на фоке на неким ненасељеним острвима близу Јужног пола.
Капетан Вилијам Смит је на трговачком броду „Вилијамс“ 19. фебруара 1819. угледао Тачку Вилијамс, североисточни део Острва Ливингстон, док је пловио ка Валпараизу. Смит је поново посетио Јужна Шетландска острва и искрцао се на Острву Краља Џорџа 16. октобра 1819. и запосео их у име Велике Британије.